# P/2019 S2 (PANSTARRS)
P/2019 S2 (PANSTARRS) — короткоперіодична комета із сім'ї Юпітера. Абсолютна величина комети разом з комою становить 13.1m.

## Історія
Комета відкрита 28 вересня 2019 року. Була 21.6m на момент відкриття. У час відкриття об'єкт був дифузним, а хвіст простягався на захід приблизно на 5 секунд дуги.